# Zhang Yu (athlétisme)
Pour les articles homonymes, voir Zhang.
Dans ce nom chinois, le nom de famille, Zhang, précède le nom personnel.
Zhang Yu (née le 8 avril 1971) est une athlète chinoise, spécialiste du 100 mètres haies. Elle est championne d'Asie de la spécialité en 1991 et en 1993.

## Biographie
Elle participe aux championnats du monde de 1991 et aux Jeux olympiques de 1992, les deux fois éliminée en demi-finale.
Elle est six fois championne nationale entre 1991 et 1997, et remporte les Jeux nationaux de Chine en 1993, établissant en 12 s 64 son meilleur temps et le record national. 

### Palmarès
| Date | Compétition         | Lieu         | Résultat | Épreuve     | Performance |
| ---- | ------------------- | ------------ | -------- | ----------- | ----------- |
| 1991 | Championnats d'Asie | Kuala Lumpur | 1re      | 100 m haies | 13 s 37     |
| 1993 | Championnats d'Asie | Manille      | 1re      | 100 m haies | 13 s 07     |
| 1994 | Jeux asiatiques     | Hiroshima    | 3e       | 100 m haies | 12 s 90     |
| 1995 | Championnats d'Asie | Manille      | 2e       | 100 m haies | 13 s 44     |

### Records
| Épreuve     | Performance  | Lieu  | Date             |
| ----------- | ------------ | ----- | ---------------- |
| 100 m haies | 12 s 64 (NR) | Pékin | 9 septembre 1993 |